# اللوبي الإسرائيلي والسياسة الخارجية الأمريكية (كتاب)
اللوبي الإسرائيلي والسياسة الأمريكية الخارجية (بالإنجليزية: The Israel Lobby and U.S. Foreign Policy) هو عنوان كتاب ألفه جون ميرشايمر أستاذ العلوم السياسية في جامعة شيكاغو، وستيفن والت أستاذ العلاقات الدولية في جامعة هارفارد.
يصف الكتاب اللوبي بأنه تحالف واسع بين الأفراد والمنظمات التي تعمل بنشاط لتوجيه السياسة الأمريكية الخارجية إلى اتجاه مؤيد لإسرائيل. ويركز الكتاب بشكل رئيسي على تأثير اللوبي على السياسة الأمريكية الخارجية وتأثيرها السلبي على مصالح أمريكا. ويقول الكاتبان أن تأثير اللوبي كان ضار لإسرائيل أيضاً بدون قصد.
يقول الكاتبان أنه بالرغم من أنه لا يمكن تحديد حدود اللوبي الإسرائيلي بشكل واضح إلا أن لها نواة تتكون من منظمات تهدف إلى تشجيع الحكومة الأمريكية والرأي العام الأمريكي على تزويد إسرائيل بالمساعدات المادية ودعم سياسات حكومتها، وكذلك الشخصيات المؤثرة التي تتخذ من هذه الأهداف أولويات لها. ويشير الكاتبان إلى أنه ليس كل أمريكي لديه مواقف محابية لإسرائيل هو جزء من اللوبي، وأن هناك الكثير من اليهود الأمريكيين لا ينتمون إلى اللوبي اليهودي بالرغم من أن الجزء الأكبر من اللوبي يتألف منهم، بالإضافة إلى المسيحيين الصهيونيين. ويزعمان أيضاً أن مجموعات مهمة في اللوبي انجرفت إلى اليمين وتداخلت مع المحافظين الجدد.
كُلفت مجلة ذا اتلانتك الشهرية في إصدار الكتاب، لكنها رفضت فيما بعد لأسباب لم توضحها المجلة. وجهت انتقادات كثيرة إلى الكاتبان. من طرف وسائل إعلام محسوبة على التيار الداعم لإسرائيل.

## تاريخ الكتاب
أصبح الكتاب متاحاً كورقة عمل على الموقع الإلكتروني لكلية كندي في عام 2006 بعد أن رفضت ذا اتلانتك نشر الكتاب لأسباب غير معلنة. ثم نشرت لندن ريفيو أُف بوكس نسخة مختصرة من ورقة العمل في مارس 2006 تحت عنوان اللوبي الإسرائيلي. وصدرت نسخة ثالثة ومنقحة تتصدى لبعض الانتقادات في خريف 2006. ويؤكد الكاتبان أن النسخة المنقحة لا تخرج عن ورقة العمل الأصلية من حيث الموضوعات الجوهرية للكتاب.
وفي أواخر أغسطس من عام 2007 نشر الكتاب الذي يختلف عن الإصدارات السابقة من عدة وجوه حيث يتضمن تعريف موسعاً للوبي ويرد على الانتقادات التي جذبتها الأوراق الأولى، وتحديث لتحليلات الكتاب ويقدم اقتراحات لتقدم مصالح الولايات المتحدة الأمريكية في الشرق الأوسط. ونشرت طبعة الجيب في سبتمبر من عام 2008.

## محتوى الكتاب
في مقدمة التقرير يرى المؤلفان أنه:
تحدث فيلب وايز في أبريل 2006 عن خلفية إنشاء الكتاب في مقالة في ذا نيشن.
يزعم ميرشايمر ووالت أنه لم يتمكن أي لوبي من تحويل السياسة الأمريكية الخارجية عن المصالح الأمريكية القومية، وفي الوقت ذاته يقوم بإقناع الأمريكيين بأن مصالح الولايات المتحدة وإسرائيل متطابقة في الأساس. ويقولان أن اللوبي لا يختلف في عملياتهم الأساسية عن الجماعات ذات المصالح مثل اللوبي الزراعي وعمال الصلب والنسيج، واللوبيات الإثنية الأخرى. وما يميز اللوبي الإسرائيلي عنهم هو فعاليته الغير عادية. ويرى ميرشايمر ووالت أن التحالف الفضفاض الذي يشكل اللوبي يملك ورقة ضغط قوية على السلطة التنفيذية، بالإضافة إلى قدرته على التأكيد على أن منظور اللوبي حول إسرائيل ينعكس في وسائل الإعلام الرئيسية في نطاق واسع. ويزعم الكاتبان أن الايباك على وجه الخصوص لديه سلطة تامة على الكونغرس الأمريكي بسبب قدرتها على مكافأة المشرعين وأعضاء الكونغرس المرشحين الذين يدعمون أجندتها ومعاقبة أولئك الذين يتحدونها.
واستنكر ميرشايمر ووالت ما يسميانه سوء استخدام تهمة معاداة السامية وقإلا أن الجماعات الموالية لإسرائيل تضع أهمية كبيرة على السيطرة على النقاش في الأوساط الأكاديمية الأمريكية، لكنهم في الوقت نفسه يعملون على نجاح اللوبي في حملته للقضاء على نقد إسرائيل في الحرم الجامعي.ويختم الكاتبان بأنه إذا نجح اللوبي في تشكيل السياسة الخارجية للولايات المتحدة في الشرق الأوسط، فإن عدو إسرائيل سيضعف أو يطاح به، وتسيطر إسرائيل على فلسطين، ثم تقوم أمريكا بأغلب العمل المتمثل في القتال والموت وإعادة البناء والدفع.
يصف البحث الحوادث والأرقام والأسماء المتعلقة بالنشاط اللوبي الإسرائيلي في الولايات المتحدة، وما يضم من أفراد ومنظمات ومؤسسات تعمل لتوجيه السياسة الخارجية الأمريكية لمصلحة إسرائيل. من المنظمات التي يركز عليها اللجنة الأمريكية - الإسرائيلية للشؤون العامة ومؤتمر رؤساء المنظمات اليهودية والمؤتمر اليهودي العالمي ومنتدى السياسة الإسرائيلية. كما يشير الكتاب طرق عمل هذا اللوبي في الضغط على الكونغرس الأمريكي وعلى السلطة التنفيذية، والحيلولة دون تمكين التعليقات التي تنتقدها من اجتذاب آذان صاغية في الساحة السياسية. كما أن أحد الأسلحة الأقوى التي يستعملها اللوبي تهمة معاداة السامية التي يوصم بها كل من يتعرض لتصرفاتهم.

## ردود الأفعال
تخلت جامعتا هارفارد وشيكاغو عن الأستاذين وقامت إدارتا الجامعتين بإزالة شعاريهما من على غلاف التقرير، كما حذفتا إشارة تقليدية تشير إلى أن التقرير على مسؤولية واضعيه ولا يعبر عن إرادة الجامعة، وإن حقوق النشر محفوظة للمؤلفين.
أسامة بن لادن، زعيم تنظيم القاعدة والعقل المدبر لهجمات 11 سبتمبر، صرح في أحد أشرطته الصوتية، أنه «بعد قراءة الكتاب ستعرف الحقيقة، وستصدم كثيرا من حجم الإخفاء والتلاعب الذي يمارس عليك.»

## وصلات خارجية
- تحميل الكتاب من موقع البوكر
- اللوبي الإسرائيلي والسياسة الخارجية الأمريكية/ تأليف: ستيفن أم. ولت - جون جي. ميرشيمير - مركز الإمارات للدراسات والبحوث الاستراتيجية
- كلية كينيدي بجامعة هارفارد - 1.John F. Kennedy School of Government Faculty Research Working Paper Series
- Social Science Research Network